# ای‌دی‌تی‌ام‌پی
ای‌دی‌تی‌ام‌پی (به انگلیسی: EDTMP) با فرمول شیمیایی C۶H۲۰N۲O۱۲P۴ یک ترکیب شیمیایی با شناسه پاب‌کم ۱۵۰۲۵ است. شکل ظاهری این ترکیب، جامد است.